# Crimes Violentos Letais Intencionais
Crimes Violentos Letais Intencionais (CVLI) é a designação criada pela Secretaria Nacional de Segurança Pública (SENASP), para a categoria de crimes de homicídio doloso, lesão corporal seguida de morte e roubo com resultado morte, esse último também conhecido como Latrocínio.   